# جبل بورغ
جبل بورغ هو جبلٌ كبيرٌ مسطحٌ، مغطى بالجليد، وله العديد من المنحدرات الصخرية المكشوفة، ويقع في الطرف الشمالي من نجد بورغ الصخري في أرض الملكة مود. رُسمت خرائط جبل بورغ ومعالمه، وأُطلقت عليها أسماء، من قِبل رسامي الخرائط النرويجيين، استنادًا إلى المسوحات والصور الجوية التي أجرتها البعثة النرويجية البريطانية السويدية إلى القارة القطبية الجنوبية (1949-1952). الاسم الأصلي لبورغا يعني "القلعة".